# 奧爾平頓
奧爾平頓（英語：Orpington）是位於英國倫敦郊區的一個地區，在倫敦計劃中，奧爾平頓被列為倫敦的35個都市中心之一。直到1974年英國大選之前，奧爾平頓都曾是肯特郡的一部分。